# Luigi Benedetti
Luigi Benedetti (ur. 19 maja 1951 w Massie) – włoski lekkoatleta, sprinter, wicemistrz Europy z 1974 i dwukrotny olimpijczyk.
21 lipca 1972 w Barletcie ustanowił rekord świata w sztafecie 4 × 200 metrów rezultatem 1:21,5. Sztafeta włoska biegła w składzie: Franco Ossola, Benedetti, Pasqualino Abeti i Pietro Mennea.
Zajął 8. miejsce w sztafecie 4 × 100 metrów (w składzie: Vincenzo Guerini, Ennio Preatoni, Benedetti i Mennea) na igrzyskach olimpijskich w 1972 w Monachium. Odpadł w półfinale biegu na 60 metrów na halowych mistrzostwach Europy w 1973 w Rotterdamie. Zdobył brązowy medal w sztafecie 4 × 100 metrów (w składzie: Guerini, Benedetti, Sergio Morselli i Mennea) na uniwersjadzie w 1973 w Moskwie.
Zdobył srebrny medal w sztafecie 4 × 100 metrów (w składzie: Guerini, Norberto Oliosi, Benedetti i Mennea) oraz odpadł w półfinale biegu na 200 metrów na mistrzostwach Europy w 1974 w Rzymie. Zdobył srebrny medal w sztafecie 4 × 100 metrów na igrzyskach śródziemnomorskich w 1975 w Algierze (skład sztafety włoskiej: Abeti, Mennea, Luciano Caravani i Benedetti). Zajął 3. miejsce w tej konkurencji (w składzie: Guerini, Caravani, Benedetti i Mennea) w finale pucharu Europy w 1975 w Nicei. W tym samym składzie włoska sztafeta 4 × 100 metrów zajęła 6. miejsce w finale igrzysk olimpijskich w 1976 w Montrealu.
Benedetti był mistrzem Włoch w biegu na 100 metrów w 1973 oraz w sztafecie 4 × 100 metrów w 1975 i 1977.
Pięciokrotnie poprawiał rekord Włoch w sztafecie 4 × 100 metrów do wyniku 38,88 s uzyskanego 8 września 1974 w Rzymie.